# Campionati europei juniores di slittino 2024
I Campionati europei juniores di slittino 2024 furono la quarantacinquesima edizione della rassegna continentale juniores dello slittino, manifestazione organizzata annualmente dalla Federazione Internazionale Slittino, e si tennero il 2 ed il 3 febbraio 2024 a Sankt Moritz, in Svizzera, sulla Olympia Bobrun St. Moritz–Celerina, la stessa sulla quale si svolse anche l'edizione del 2019; furono disputate gare in cinque differenti specialità: nel singolo femminile, nel singolo maschile, nel doppio femminile, nel doppio maschile e nella prova a squadre.
La competizione, come ormai da prassi iniziata nella rassegna di Innsbruck 2011, si svolse con la modalità della "gara nella gara" contestualmente alla sesta tappa della Coppa del Mondo di categoria 2023/24 premiando gli atleti europei meglio piazzati nelle suddette cinque gare.
Anche per questa edizione degli europei juniores, come già accaduto in quella precedente, nessuno slittinista russo poté prendere parte alle gare; il congresso della FIL confermò infatti la decisione presa dal proprio comitato esecutivo, che escluse gli atleti russi da tutte le competizioni disputate sotto la sua egida a causa dell'invasione dell'Ucraina da parte della Russia.
Vincitrice del medagliere fu la nazionale lettone, che conquistò tre titoli dei cinque in palio e cinque medaglie sulle quindici assegnate in totale: quelle d'oro furono ottenute da Kaspars Rinks nel singolo maschile, da Raimonds Baltgalvis e Vitālijs Jegorovs nel doppio uomini e dagli stessi Rinks, Baltgalvis e Jegorovs con Zane Kaluma nella prova a squadre; nel singolo donne trionfò la tedesca Anka Jänicke e nel doppio femminile le connazionali Elisa-Marie Storch e Pauline Patz.
Gli atleti che riuscirono a salire per due volte sul podio in questa rassegna europea furono i lettoni Kaspars Rinks, Raimonds Baltgalvis, Vitālijs Jegorovs e Zane Kaluma, i tedeschi Anka Jänicke, Pascal Kunze e Max Trippner e gli italiani Leon Haselrieder, Philipp Brunner e Manuel Weissensteiner.

## Risultati

### Singolo femminile
La gara fu disputata il 3 febbraio 2024 nell'arco di due manches e presero parte alla competizione 14 atlete in rappresentanza di 6 differenti nazioni; campionessa uscente era la tedesca Antonia Pietschmann, che concluse la prova al secondo posto, ed il titolo fu conquistato dalla connazionale Anka Jänicke, alla sua prima medaglia europea di categoria nella specialità, mentre terza giunse la lettone Zane Kaluma, già sul podio nel singolo a Bludenz 2022.
| Pos. | Atlete              | Nazione  | Tempo    | Distacco |
| ---- | ------------------- | -------- | -------- | -------- |
|      | Anka Jänicke        | Germania | 1'50"083 |          |
|      | Antonia Pietschmann | Germania | 1'50"127 | +0"044   |
|      | Zane Kaluma         | Lettonia | 1'50"405 | +0"322   |
| 4    | Barbara Allmaier    | Austria  | 1'50"640 | +0"557   |
| 5    | Dorothea Schwarz    | Austria  | 1'50"782 | +0"699   |
| 6    | Laura Koch          | Germania | 1'50"874 | +0"791   |
| 7    | Alexandra Oberstolz | Italia   | 1'50"884 | +0"801   |
| 8    | Alina Bräutigam     | Germania | 1'51"017 | +0"934   |
| 9    | Katharina Kofler    | Italia   | 1'51"198 | +1"115   |
| 10   | Julianna Tunyc'ka   | Ucraina  | 1'51"415 | +1"332   |

### Singolo maschile
La gara fu disputata il 2 febbraio 2024 nell'arco di due manches e presero parte alla competizione 18 atleti in rappresentanza di 10 differenti nazioni; campione uscente era il lettone Kaspars Rinks, il quale riuscì a confermare il titolo davanti all'austriaco Noah Kallan, anch'esso sul podio nel singolo nella scorsa edizione degli europei juniores, ed all'italiano Leon Haselrieder, alla sua prima medaglia continentale di categoria nella specialità.
| Pos. | Atleti               | Nazione    | Tempo    | Distacco |
| ---- | -------------------- | ---------- | -------- | -------- |
|      | Kaspars Rinks        | Lettonia   | 2'20"817 |          |
|      | Noah Kallan          | Austria    | 2'21"038 | +0"221   |
|      | Leon Haselrieder     | Italia     | 2'21"097 | +0"280   |
| 4    | Marco Leger          | Germania   | 2'21"208 | +0"391   |
| 5    | Lukas Peccei         | Italia     | 2'21"332 | +0"515   |
| 6    | Fabio Zauser         | Austria    | 2'21"842 | +1"025   |
| 7    | Christián Bosman     | Slovacchia | 2'22"299 | +1"482   |
| 8    | Hans Fritzsch        | Germania   | 2'22"374 | +1"557   |
| 9    | Danylo Marcynovs'kyj | Ucraina    | 2'23"478 | +2"661   |
| 10   | Rasmus Moberg        | Svezia     | 2'23"568 | +2"751   |

### Doppio femminile
La gara fu disputata il 2 febbraio 2024 nell'arco di due manches e presero parte alla competizione 10 atlete in rappresentanza di 4 differenti nazioni; campionesse uscenti erano le austriache Lisa Zimmermann e Dorothea Schwarz, non presenti alla prova, ed il titolo fu conquistato dalle tedesche Elisa-Marie Storch e Pauline Patz, entrambe già una volta sul podio nel medesimo evento nelle precedenti edizioni degli europei juniores -ma con compagne differenti-, davanti alle lettoni Viktorija Ziediņa e Selīna Zvilna, già campionesse nel doppio a Bludenz 2022, ed alle connazionali Sarah Pflaume e Lina Peterseim, alla loro prima medaglia continentale di categoria nella specialità.
| Pos. | Atlete                            | Nazione    | Tempo    | Distacco |
| ---- | --------------------------------- | ---------- | -------- | -------- |
|      | Elisa-Marie Storch Pauline Patz   | Germania   | 1'52"278 |          |
|      | Viktorija Ziediņa Selīna Zvilna   | Lettonia   | 1'52"516 | +0"238   |
|      | Sarah Pflaume Lina Peterseim      | Germania   | 1'53"528 | +1"250   |
| 4    | Nataša Chytrenko Viktorija Koval' | Ucraina    | 1'53"911 | +1"633   |
| 5    | Viktoria Praxová Desana Spitzova  | Slovacchia | 1'55"048 | +2"770   |

### Doppio maschile
La gara fu disputata il 2 febbraio 2024 nell'arco di due manches e presero parte alla competizione 16 atleti in rappresentanza di 6 differenti nazioni; campioni uscenti erano i lettoni Kaspars Rinks e Vitālijs Jegorovs, il primo non presente alla prova mentre il secondo riuscì a confermare il titolo insieme al nuovo compagno Raimonds Baltgalvis, davanti ai tedeschi Pascal Kunze e Max Trippner, il primo già una volta sul podio nel medesimo evento nelle precedenti edizioni degli europei juniores, ed agli italiani Philipp Brunner e Manuel Weissensteiner, alla loro prima medaglia continentale di categoria nella specialità.
| Pos. | Atleti                                | Nazione    | Tempo    | Distacco |
| ---- | ------------------------------------- | ---------- | -------- | -------- |
|      | Raimonds Baltgalvis Vitālijs Jegorovs | Lettonia   | 1'50"024 |          |
|      | Pascal Kunze Max Trippner             | Germania   | 1'50"079 | +0"055   |
|      | Philipp Brunner Manuel Weissensteiner | Italia     | 1'50"229 | +0"205   |
| 4    | Louis Grünbeck Maximilian Kührt       | Germania   | 1'50"790 | +0"766   |
| 5    | Silas Sartor Liron Raimer             | Germania   | 1'51"266 | +1"242   |
| 6    | Christián Bosman Michal Macko         | Slovacchia | 1'51"518 | +1"494   |
| 7    | Vadym Mykyievyč Bohdan Babura         | Ucraina    | 1'52"166 | +2"142   |
| DNF  | Patryk Prechitko Maksymilian Gutowski | Polonia    | DNF      | –        |

### Gara a squadre
La gara fu disputata il 3 febbraio 2024 ed ogni squadra nazionale prese parte alla competizione con una sola formazione; nello specifico la prova vide la partenza di una "staffetta" composta da una singolarista donna e un singolarista uomo, nonché da un doppio per ognuna delle 6 formazioni in gara, che scesero lungo il tracciato consecutivamente senza interruzione dei tempi tra un atleta e l'altro; il tempo totale così ottenuto laureò campione la nazionale lettone di Zane Kaluma, Kaspars Rinks, Raimonds Baltgalvis e Vitālijs Jegorovs davanti alla squadra tedesca composta da Anka Jänicke, Marco Leger, Pascal Kunze e Max Trippner ed a quella italiana formata da Alexandra Oberstolz, Leon Haselrieder, Philipp Brunner e Manuel Weissensteiner.
| Pos. | Nazione    | Atlete/i                                                                     | Tempo    | Distacco |
| ---- | ---------- | ---------------------------------------------------------------------------- | -------- | -------- |
|      | Lettonia   | Zane Kaluma Kaspars Rinks Raimonds Baltgalvis / Vitālijs Jegorovs            | 2'44"322 |          |
|      | Germania   | Anka Jänicke Marco Leger Pascal Kunze / Max Trippner                         | 2'44"369 | +0"047   |
|      | Italia     | Alexandra Oberstolz Leon Haselrieder Philipp Brunner / Manuel Weissensteiner | 2'45"380 | +1"058   |
| 4    | Ucraina    | Julianna Tunyc'ka Danylo Marcynovs'kyj Vadym Mykyievyč / Bohdan Babura       | 2'46"530 | +2"208   |
| 5    | Slovacchia | Viktoria Praxová Bruno Mick Christián Bosman / Michal Macko                  | 2'47"914 | +3"592   |
| DNF  | Polonia    | Oliwia Baś Arkadiusz Trojga Patryk Prechitko / Maksymilian Gutowski          | DNF      | –        |

## Medagliere
| Pos.   | Nazione  | Oro | Argento | Bronzo | Totale |
| ------ | -------- | --- | ------- | ------ | ------ |
| 1      | Lettonia | 3   | 1       | 1      | 5      |
| 2      | Germania | 2   | 3       | 1      | 6      |
| 3      | Austria  | 0   | 1       | 0      | 1      |
| 4      | Italia   | 0   | 0       | 3      | 3      |
| Totale | Totale   | 5   | 5       | 5      | 15     |